# Ratu Cakobau Park
Ratu Cakobau Park - to stadion rugby union w Nausori na Fidżi. Stadion ma pojemność nominalną 8000 osób. Obecnie gości mecze rugby union i mecze piłki nożnej. 